# Calcochloris leucorhinus
Calcochloris leucorhinus là một loài động vật có vú trong họ Chrysochloridae, bộ Afrosoricida. Loài này được Huet mô tả năm 1885.